# Stenochrus alcalai
Espèce
Stenochrus alcalai est une espèce de schizomides de la famille des Hubbardiidae.

## Distribution
Cette espèce est endémique d'Oaxaca au Mexique. Elle se rencontre vers San Pedro Jocotipac.

## Description
Le mâle holotype mesure 4,64 mm et les femelles de 4,16 à 4,56 mm.

## Étymologie
Cette espèce est nommée en l'honneur de Diego Barrales Alcalá.

## Publication originale
- Monjaraz-Ruedas & Francke, 2018 : Five new species of Stenochrus (Schizomida: Hubbardiidae) from Oaxaca, Mexico. Zootaxa, no 4374(2), p. 189-214.